# Irak közigazgatása
Irak 19 kormányzóságra vagy tartományra, (muḥāfażah, arab: محافظة) van felosztva. Szaddám Huszein az 1970-es években 18 területre osztotta az országot. 1990 és 1991 között rövid időre 19. kormányzóságként létrejött a Kuvaiti kormányzóság Kuvait szuverén területén, amit Szaddám Huszein katonai erővel elfoglalt, de ezt a közigazgatási egységet az öbölháborút követően felszámolták. Halabdzsa apró közigazgatási területként a 19. kormányzóságként már törvényesen jött létre 2014-ben, Kurdisztán autonóm régiójában.   

Irak kormányzóságai (2011-ben)

| Név                        | Postai kód | Terület km² | Népesség 2011. jan. | Székhely      |
| -------------------------- | ---------- | ----------- | ------------------- | ------------- |
| Anbár kormányzóság         | 31         | 138,501     | 1,561,400           | Ramádi        |
| Bábil kormányzóság         | 51         | 5,603       | 1,820,700           | Hilla         |
| Bagdad kormányzóság        | 10         | 455,5       | 7,055,200           | Baghdad       |
| Baszra kormányzóság        | 61         | 19,070      | 2,532,000           | Baszra        |
| Dzi Kár kormányzóság       | 64         | 12,900      | 1,836,200           | Nászirijja    |
| Kádiszijja kormányzóság    | 58         | 8,153       | 1,134,300           | Dívánijja     |
| Dijála kormányzóság        | 32         | 17,685      | 1,443,200           | Baakúba       |
| Dahúk kormányzóság         | 42         | 6,553       | 1,128,700           | Dahúk         |
| Erbíl kormányzóság         | 44         | 15,074      | 1,612,700           | Erbíl         |
| Halabdzsa kormányzóság     | 46         | 3,060       | 337,000             | Halabdzsa     |
| Kerbela kormányzóság       | 56         | 5,034       | 1,066,600           | Kerbela       |
| Kirkuk kormányzóság        | 36         | 9,679       | 1,395,600           | Kirkuk        |
| Mejszán kormányzóság       | 62         | 16,072      | 971,400             | Amára         |
| Muszanna kormányzóság      | 66         | 51,740      | 719,100             | Szamáva       |
| Nedzsef kormányzóság       | 54         | 28,824      | 1,285,500           | Nedzsef       |
| Ninive kormányzóság        | 41         | 37,323      | 3,270,400           | Moszul        |
| Szaláh ed-Dín kormányzóság | 34         | 24,751      | 1,408,200           | Tikrit        |
| Szulejmánijja kormányzóság | 46         | 17,023      | 1,878,800           | Szulejmánijja |
| Vászit kormányzóság        | 52         | 17,153      | 1,210,600           | Kut           |

## Fordítás
- Ez a szócikk részben vagy egészben  a   Governorates_of_Iraq című angol Wikipédia-szócikk fordításán alapul.  Az eredeti cikk szerkesztőit annak laptörténete sorolja fel. Ez a jelzés csupán a megfogalmazás eredetét és a szerzői jogokat jelzi, nem szolgál a cikkben szereplő információk forrásmegjelöléseként.